# Samota (místo)
Samota nebo venkovská samota (též jednota) obvykle označuje osamocené venkovské lidské obydlí tvořené jediným domem, výjimečně až dvěma nebo třemi obydlenými domky. Samota může být také charakterizována nepřítomností dalšího stavení „na doslech" ani „na dohled" (podle terénu krajiny). Samoty obvykle administrativně patří do obce, na jejímž území se nacházejí.
Polohu samoty mohou mít i solitérní venkovská sídla jako zámečky, hospodářské dvory a usedlosti, hájovny, myslivny, mlýny, hamry. Osamocená poloha těchto objektů byla volena pro účelovou činnost vázanou na zemědělskou kulturu (hájovny a myslivny na okraji lesů a obor), na zdroj energie (vodní a větrné mlýny, hamry), na zdroj příjmů (hospody u křižovatek) nebo z důvodu zvláštního společenského postavení vlastníka či obyvatele (reprezentativní sídlo).
V kontextu středověkých sídel se seskupení dvou až tří usedlostí označuje sedliště.